# 3º Reggimento bersaglieri
Il 3º Reggimento Bersaglieri è un'unità dell'Esercito italiano di stanza a Teulada. È l'Unità delle Forze Armate più decorata d'Italia e il reggimento bersaglieri più decorato per "qualità". Il suo motto è «Maiora viribus audere» (Osare più delle proprie forze).

## Composizione
- Comando di reggimento
- Compagnia Comando e Supporto Logistico "Draghi"
- 18º Battaglione Bersaglieri "Poggio Scanno" composto da:
  - 1º Compagnia fucilieri "Falchi"
  - 2º Compagnia fucilieri "Leoni"
  - 3º Compagnia fucilieri "Aquile"
  - Compagnia supporto alla manovra "Tigri"

## Storia

### Nascita
Il Comando dei bersaglieri del III Corpo d'armata il 31 dicembre del 1861 prende nome di 3º Reggimento bersaglieri con soli compiti amministrativi e disciplinari. La prima sede del reggimento è Modena. Il reggimento era costituito da sei battaglioni, due dei quali (III e V) costituiti nel 1848 e il XVIII, il XII e il XXV, costituiti nel 1860, con il XXV battaglione che si era distinto nelle operazioni per la presa di Ancona. Dal 1861 al 1866 il reggimento venne impiegato nella lotta contro il brigantaggio. Nel 1862 i bersaglieri del XXV battaglione nella battaglia dell'Aspromonte fermarono il tentativo di Giuseppe Garibaldi e dei suoi volontari di completare una marcia dalla Sicilia verso Roma e scacciarne papa Pio IX. Nella terza guerra d'indipendenza, nel 1866, il reggimento si distingue nella battaglia di Borgo Levico in Valsugana. Nel 1870, il XII Battaglione fu impegnato nelle operazioni per la presa di Roma.
L'unità il 1º gennaio 1871 assume anche fisionomia operativa ed è formata dai battaglioni XVIII, XX, XXV e XXXVIII e dal 1º ottobre 1910 dispone anche del III battaglione ciclisti, nelle cui file prestò servizio il bersagliere romano Enrico Toti.

### Prima guerra mondiale
Partecipa al primo conflitto mondiale e viene impiegato nell'ambito delle divisioni di fanterie, distinguendosi nel 1915 sul Col di Lana, sul Carso, a Vermegliano e Monte Sei Busi: nel 1916 a Selz, Monte Sief, sul Piccolo Colbricon. Val Cismon Jamiano a q. 144 nei mesi di agosto e settembre. Il 1917 vede il reggimento impegnato ancora sul Carso a Flondar, I Hermada, Monfenera, Piave, Zenson e Ponte Pinzano. Nel corso del 1918 è impiegato a Costalunga, Piave, Vittorio Veneto, Serravalle, Passo di Fadalto, e Pieve di Cadore perché inquadrato dal 29 agosto al 4 novembre nella VII Brigata Bersaglieri insieme al 2º Reggimento. Il suo III battaglione ciclisti invece opera come unità autonoma e si distingue in azioni di retroguardia nel 1917 e di resistenza sul Piave nel giugno 1918.

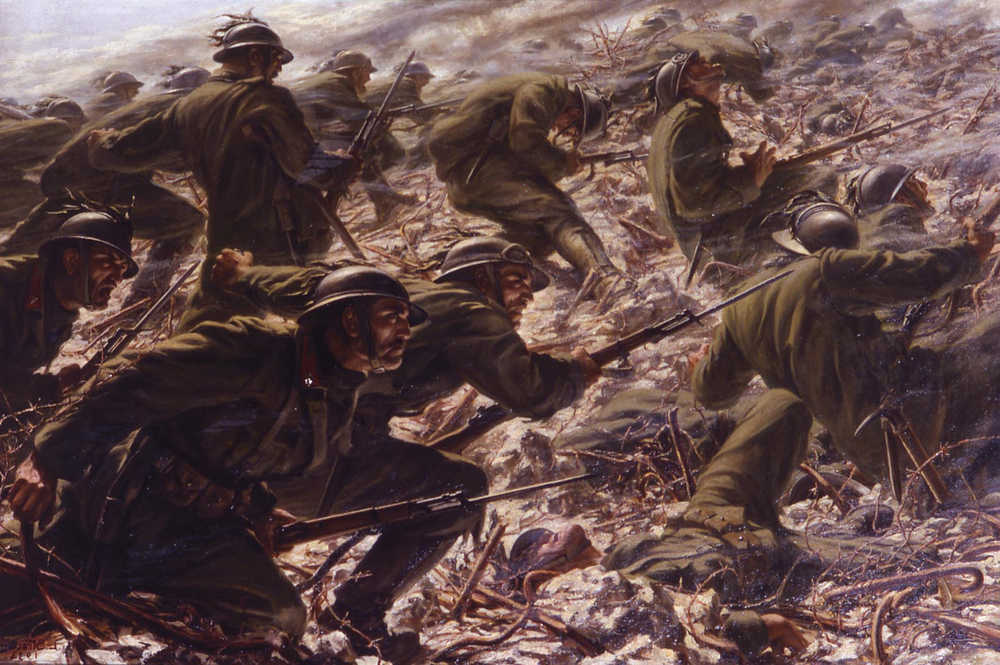
Conquista di Quota 85 da parte del 3 Battaglione Bersaglieri Ciclisti. Dipinto di Luigi Stracciari

### Tra le due guerre
Alla fine del primo conflitto mondiale, il 3º Reggimento subisce diverse trasformazioni organiche tra cui la soppressione del III battaglione ciclisti nel 1919.
Nel luglio 1924 tutto il reggimento viene trasformato in unità ciclisti rimanendo tale sino al 1936. L'ordinamento del 1926 ne prevedeva la formazione su comando, XVIII e XX battaglione ai quali nel 1935 si è unito anche il XXV.
Il 23 marzo 1935 è mobilitato per partecipare alle operazioni in Africa Orientale, in quella che passerà alla storia come guerra d'Etiopia, a tal scopo viene riformato su 4 battaglioni tutti appiedati: il XVIII, XX, XXV e il LXXXIII complementi. Il 3º giunge in Africa nel maggio 1935 e viene incorporato nella divisione Sabaudia. I bersaglieri parteciparono all'avanzata prendendo parte a entrambe le battaglie di Tembien. La prima battaglia del Tembien venne combattuta tra il 21 e il 24 gennaio 1936 e vede impegnate le truppe del generale Badoglio che difendono il fianco dello schieramento italiano e sconfiggono due armate abissine guidate dai ras Cassa e Sejum. La seconda battaglia del Tembien viene combattuta tra il 27 e il 29 febbraio 1936 in cui i resti delle due armate abissine sono completamente distrutte dagli italiani che riconquistano la vetta dell'Amba Alagi. Al passo di Falagà il reggimento viene riordinato diventando il 3º Reggimento Leggero per andare a far parte della colonna Starace che avrebbe marciato su Gondar.
Nel 1939, il XX battaglione partecipa allo sbarco in Albania dove rimase per tre mesi.

### Seconda guerra mondiale
Rientrato in patria dall'ottobre 1939 viene inquadrato nella 3ª Divisione Celere "Principe Amedeo Duca d'Aosta" con la quale al comando del colonnello Aminto Caretto, prende parte al secondo conflitto mondiale. Dopo una permanenza sul fronte alpino occidentale e dopo aver partecipato alle operazioni contro la Jugoslavia, nella primavera del 1941, il 24 luglio 1941 il reggimento viene inviato in Russia, facente parte del CSIR dove il 5 settembre del 1941 entrò in contatto con il nemico nella zona del fiume Dnepr. Il 28 settembre, partecipa alla prima battaglia combattuta e vinta da soli reparti italiani a Petrikovka sul Don, proseguendo verso il bacino del Donez in condizioni ambientali proibitive conquistando prima la testa di ponte di Uspenowka e il 20 ottobre il centro industriale e ferroviario di Stalino, precedendo la IV Divisione alpina tedesca, impadronendosi poi il 1º novembre del centro industriale di Rjkowo, con un ingente bottino di uomini e materiali. Successivamente l'11 e 12 novembre i bersaglieri XVIII e del XX battaglione si lanciarono in aiuto dell'80º Reggimento fanteria, sottraendolo all'annientamento. Sul fronte russo il 3º Reggimento bersaglieri ha combattuto per quasi due anni dando prova di valore e di sacrificio. Il giorno di Natale 1941 i russi scatenarono una pesante offensiva, poi denominata battaglia di Natale, che investì in pieno il 3º Reggimento bersaglieri, con un battaglione di bersaglieri accerchiato per dieci ore prima di riuscire a ritirarsi.
Nel maggio 1942, il reggimento, con gli altri reparti della 3ª Divisione Celere, penetra profondamente nello schieramento avversario occupando il 19 luglio Millerovo, centro del bacino minerario di Bocovo Antrazit e raggiungendo il 29 luglio, dopo una marcia di oltre 450 chilometri, la riva destra del Don, nell'ansa di Serafimovič, con l'obiettivo di recidere una consistente testa di ponte russa. Il 30 luglio, il XX Bettaglione occupa Serafimovic, dopo un attacco notturno a sorpresa, mentre il XVIII Battaglione occupa Belajewski e il XXV Battaglione occupa Bobrowski. Nel corso del combattimento il Comandante del Reggimento, colonnello Aminto Caretto, cadde colpito a morte e venne decorato di Medaglia d'Oro al Valor Militare.
Il 30 agosto malgrando fosse ridotto a un quarto degli effettivi il reggimento, coperto dal fuoco degli artiglieri del 120º Reggimento artiglieria difese le posizioni di Jagodnij arginando e respingendo l'offensiva russa.
Dopo essere stato schierato il 17 novembre sul Don, nella zona di Meskow, il 19 dicembre, il reggimento affronta la sua ultima battaglia e ridotto all'osso, riesce a sfondare lasciando sul terreno centinaia di bersaglieri caduti, per affrontare la strada del ripiegamento di fronte a una schiacciante superiorità avversaria.
Rientrato in Italia dal fronte russo verso la fine di marzo del 1943 il reggimento viene dislocato per riordinarsi in Emilia dove verrà sciolto a seguito della proclamazione dell'armistizio dell'8 settembre.
A seguito delle vicende che seguirono l'armistizio e allo scioglimento del reggimento, elementi dei vari battaglioni bersaglieri parteciparono alla guerra di liberazione a fianco degli Alleati, combattendo a Montelungo e Monte Marrone. Con i resti di questi reparti, il 1º ottobre 1944, viene costituito il Battaglione “Goito” che inquadrato prima nel Corpo Italiano di Liberazione e poi nel Gruppo di Combattimento "Legnano" si distinse sul fronte di Bologna e a Poggio Scanno.. Altri volontari al comando del tenente colonnello Alfredo Tarsia ricostituirono il 3º Reggimento all'interno delle forze armate della RSI.

#### Ordine di battaglia in Russia (luglio 1941)
- 3º Reggimento Bersaglieri
  - Comando di Reggimento
  - Compagnia Comando
  - XVIII Battaglione Bersaglieri Ciclisti
    - Compagnia Comando
    - 1ª Compagnia Bersaglieri
      - Plotone Comando
      - 1º Plotone Bersaglieri
        - 1ª Squadra Bersaglieri (12 bersaglieri)
        - 2ª Squadra Bersaglieri
        - 3ª Squadra Bersaglieri
        - 4ª Squadra Bersaglieri
        - 5ª Squadra Bersaglieri
        - 6ª Squadra Bersaglieri
        - 7ª Squadra Bersaglieri
        - 8ª Squadra Bersaglieri
        - 9ª Squadra Bersaglieri
        - 10ª Squadra Bersaglieri
        - 11ª Squadra Bersaglieri
        - 12ª Squadra Bersaglieri

      - 2º Plotone Bersaglieri
      - 3º Plotone Bersaglieri
      - 4º Plotone Bersaglieri

    - 2ª Compagnia Bersaglieri
    - 3ª Compagnia Bersaglieri
    - 4ª Compagnia Mitraglieri con Breda Mod. 30

  - XX Battaglione Bersaglieri Ciclisti
  - XXV Battaglione Bersaglieri Ciclisti
  - 2ª Compagnia Motociclisti
  - 3ª Compagnia Motociclisti
  - 172ª Compagnia Cannoni Controcarro da 47/32 Mod. 1935
  - 173ª Compagnia Cannoni Controcarro da 47/32 Mod. 1935
  - 122º Autoreparto
    - 76ª Autosezione
    - 77ª Autosezione

Le Compagnie Bersaglieri erano armate con fucile Carcano Mod. 91 e ogni Squadra Bersaglieri aveva 1 fucile mitragliatore Breda Mod. 30 calibro 6,5 mm.

### Nel dopoguerra
Il Reggimento viene ricostituito il 1º luglio 1946, presso la Caserma Teulié di Milano inquadrando anche il Battaglione Goito che aveva preso parte alla guerra di liberazione e, articolato su tre battaglioni (XVII, XX e XXV) venne inquadrato prima tra le Truppe di Corpo d'Armata del III Comando Militare Territoriale e successivamente nella Divisione corazzata "Centauro", ricostituita nel 1951. Dopo il passaggio alle dipendenze della Divisione "Centauro" ai tre battaglioni, che vennero riequipaggiati con VTT semicingolati M3 Half-track si è aggiunta una Compagnia Controcarri equipaggiata con cannoni controcarri da 106 mm M40 senza rinculo.
Il 1º ottobre 1955 il Reggimento viene trasferito a Novara presso la Caserma Passalacqua.
Nel 1963 il XVIII Battaglione rientrò a Milano nella Caserma Mameli e quando nello stesso anno, secondo quanto previsto dalle normative NATO, la Divisione venne articolata sulla 1ª Brigata Meccanizzata, la IIª Brigata Corazzata, la IIIª Brigata Corazzata e su una Brigata di Artiglieria, il 3º Reggimento bersaglieri ha costituito il nerbo della 1ª Brigata Meccanizzata e articolato su due battaglioni bersaglieri equipaggiati entrambi con APC M113, cedendo un battaglione al 31º Reggimento Carri dal quale riceve in cambio il IV Battaglione Carri, equipaggiato con carri armati medi M47 Patton e una Compagnia Controcarri equipaggiata con pezzi da 106 mm, mentre il XVIII battaglione bersaglieri, equipaggiato con APC M113, venne inquadrato nel 31º Reggimento carri della IIIª Brigata corazzata "Centauro". Nel 1967 anche il Comando di Reggimento viene trasferito a Milano, viene sciolta la Brigata Sperimentale e con il ritorno alla precedente organizzazione divisionale, il 3º Reggimento bersaglieri venne articolato su due battaglioni bersaglieri (X e XVIII) equipaggiati entrambi con APC M113, sul IV battaglione carri, equipaggiato con carri armati medi M47 e una Compagnia con cannoni da 106 mm e Compagnia Comando Reggimentale.
Con la profonda ristrutturazione dell'esercito italiano del 1975, che aboliva il livello reggimentale, il 3º Reggimento bersaglieri venne sciolto il 20 ottobre 1975, il suo comando si trasforma in Comando della 3ª Brigata meccanizzata "Goito", e bandiera di guerra e tradizioni ereditate dal XVIII battaglione con il nome di 18º battaglione bersaglieri "Poggio Scanno", stanziato a Milano, nella caserma "Goffredo Mameli", insieme al 10º battaglione bersaglieri "Bezzecca", stanziato a Solbiate Olona, presso la caserma "Ugo Mara", e al 6º battaglione bersaglieri "Palestro", stanziato a Torino, inquadrati nella 3ª Brigata meccanizzata “Goito” costituitasi in seguito alla riorganizzazione della Divisione "Centauro" che, con la ristrutturazione dell'Esercito Italiano aveva cambiato ancora fisionomia organica e articolata nella 3ª Brigata meccanizzata “Goito”, nella Brigata meccanizzata "Legnano" e nella 31ª Brigata corazzata “Curtatone”. Insieme ai due battaglioni anche la compagnia controcarri, diventata autonoma entrò a far parte della brigata "Goito" con la denominazione di Compagnia controcarri “Goito” e stanziata a Torino, presso la caserma "Cavour".
Tra il 1982 e 1983 alcune Compagnie del XVIII Battaglione “Poggio Scanno” vengono aggregate al II Battaglione Bersaglieri “Governolo” alla missione di Pace in Libano.

### La ricostituzione
Il 1º agosto 1991 la Brigata “Goito” venne sciolta e il 29 agosto 1991 il reggimento venne ricostituito in fase sperimentale come 3º Reggimento bersaglieri Goito e inquadrato nella Brigata meccanizzata "Legnano" riprendendo dal 1º agosto 1992 la più tradizionale denominazione 3º Reggimento bersaglieri. Dal 30 settembre 1993 al 30 gennaio 1994 il Reggimento venne impiegato in Somalia nell'ambito dell'operazione Restore Hope inquadrato nel contingente italiano IBIS 2.
Il 14 settembre 1996 in previsione del nuovo modello di difesa la brigata meccanizzata "Legnano" venne sciolta, il 3º Reggimento bersaglieri tornò alle dipendenze della "Centauro" trasformata in meccanizzata.
Nel quadro del processo di riordinamento dell'Esercito Italiano verso il modello professionale e di un processo di riduzione del numero delle Brigate, la "Centauro" venne sciolta nel 2002 e il reggimento è passato alle dipendenze della Brigata corazzata "Ariete".

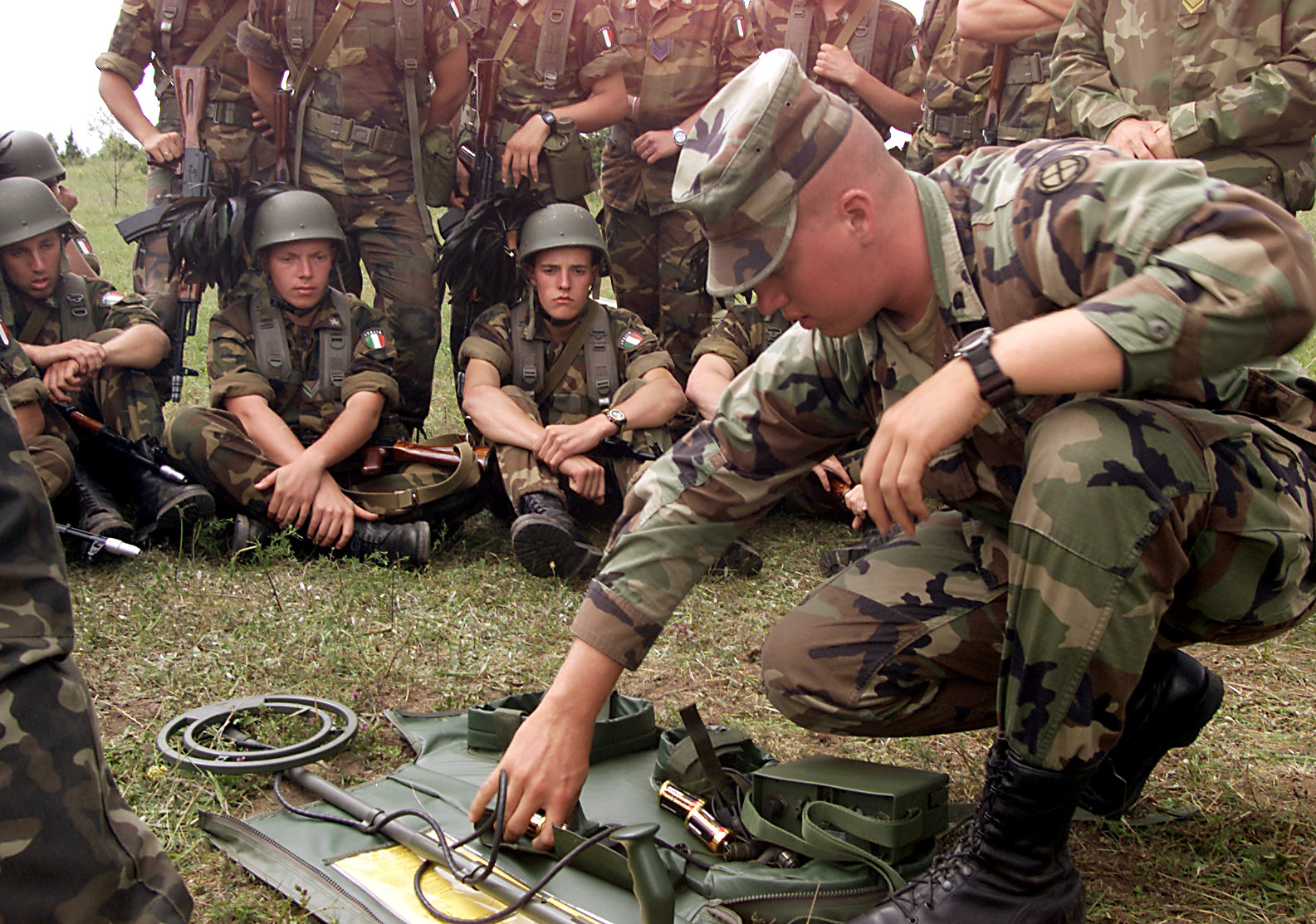
Bersaglieri del 3° durante un'esercitazione multinazionale

Il 30 novembre 2009 con la cerimonia di chiusura della caserma "Mameli" di Milano di V.le Suzzani 125, il reggimento, passato alle dipendenze della Brigata meccanizzata "Sassari", viene trasferito a "Sa Portedda" (Teulada), nella provincia del Sud Sardegna, già sede del 1º reggimento corazzato.
Da ottobre 2011 ad aprile 2012 il reggimento ha partecipato all'operazione ISAF XVII in Afghanistan nell'ambito del Provincial Reconstruction Team di Herat.

## Stemma
Scudo: di porpora, al capriolo d'oro, accostato da due corni da caccia dello stesso, legati di verde, affrontati, ed accompagnato in punta dal tridente bizantino d'Ucraina d'oro; al capo d'oro.
Ornamenti esteriori
Corona turrita d'oro
lista bifida: d'oro, svolazzante, collocata sotto la punta dello scudo, incurvata con la concavità rivolta verso l'alto, riportante il motto a caratteri capitali di nero: "Maiora viribus audere".
onorificenza: accollata alla punta dello scudo l'insegna dell'Ordine militare d'Italia, pendente al centro del nastro con i colori dello stesso.
Nastri rappresentativi delle ricompense al valore: annodati nella parte centrale non visibile della corona turrita, scendenti svolazzanti in sbarra ed in banda dal punto predetto, passando dietro la parte superiore dello scudo: tre d'azzurro, filettate d'oro (Medaglia d'oro al valor militare); tre d'azzurro con due pali d'argento (Medaglia d'argento al valor militare); tre d'azzurro (Medaglia di bronzo al valor militare); uno d'azzurro con due pali d'argento (Croce di guerra al valor militare).

## Onorificenze

### Decorazioni alla Bandiera di Guerra
La bandiera di guerra del 3º Reggimento bersaglieri, più decorato tra i reggimenti italiani, è stata insignita, nel corso della sua storia, delle seguenti onorificenze:

### Decorati
- Colonnello Aminto Caretto - Ucraina, 5 agosto 1942.
- Sottotenente Cesare Reverdito - Russia, 26 agosto 1942.
- Maggiore Giuseppe La Rosa – Farah (Afghanistan), 8 giugno 2013.
- Soldato Ottone Pecorari, Amba Arcidam (A.O.I.), 15 febbraio 1936.
- Sergente Luigi Sbaiz – Zona di Poggio Scanno (Valle Idice), 20 aprile 1945.

## Insegne e simboli
- Il Reggimento indossa il fregio dei Bersaglieri in metallo di colore oro: bomba da granatiere con fiamma a sette lingue, cornetta da cacciatore e due carabine intrecciate. A differenza dei trofei delle altre armi, dove la fiamma sale dritta, quella del Bersagliere è inclinata, fuggente, quasi a rappresentare la corsa e l'assalto.
- Le mostrine del Reggimento sono le fiamme a due punte di colore cremisi; alla base della mostrina si trova la stella argentata a 5 punte bordata di nero, simbolo delle forze armate italiane.

## Festa del reggimento
- La festa del reggimento come per tutti i reggimenti bersaglieri cade il 18 giugno, anniversario della costituzione della specialità (1836).

## Armi e mezzi in dotazione

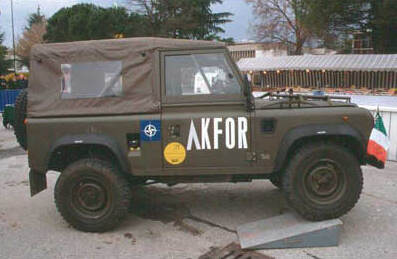
AR 90

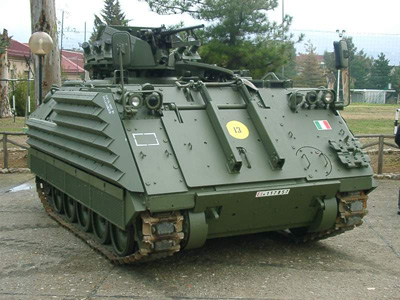
VCC

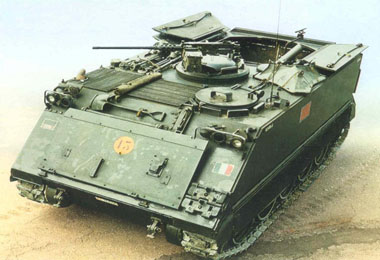
M106

### Armamento
- Pistola automatica "BERETTA 92 FS" cal.9
- Beretta ARX-160 cal. 5,56
- Arma di reparto "MINIMI" cal. 5,56
- Arma di reparto "MG 42/59" cal. 7,62 NATO
- Arma di reparto Browning cal. 12,7
- OD 82/SE
- Mortaio rigato da 120 mm

### Mezzi
- Land Rover AR 90
- VM 90
- Veicolo Blindato Medio (VBM) Freccia
- Iveco VTLM Lince
- VCC-1/2
- M106 (veicolo da combattimento)
- M113
- Iveco ACTL